# 7,5 × 54 mm 1929C
 (mars 2018).
La cartouche de 7,5 x 54 mm MAS est une munition française pour fusil, fusil mitrailleur et mitrailleuse datant du début du XXe siècle.
Au début des années 1920, l'armée française décide de remplacer le 8 mm Lebel comme munition réglementaire pour ses fusils, carabines, et mitrailleuses. Les problèmes d'alimentation du 8 mm Lebel dans une arme automatique tel le Chauchat et, à l'opposé, l'efficacité du 7,92 mm du fusil Mauser G98 allemand durant la Grande Guerre sont les principales raisons du choix de l'État-Major.
En 1924, la France adopta le 7,5 x 58 mm 1924 fortement inspiré de la cartouche allemande. Ces similitudes, pouvant entraîner des confusions chez le soldat et donc des incidents de tir, son étui est raccourci à 54 mm. Ainsi naît le 7,5 x 54 mm MAS qui sera réglementaire en France de 1930 à 1995 environ.
Sa désignation métrique est 7,5 x 54 mm. Dans les pays anglo-saxons, elle est dite « 7.5 mm French ». Elle est en 2024 fabriqué, entre autres, par des armuriers américains et russes.

## Munitions utilisées par l'armée française
- Balle ordinaire O (balle à bout pointu en plomb chemisé de maillechort de 9 g, étui laiton, charge de 2,75 g de poudre BF).

- Balle traçante-ordinaire TO (balle à bout pointu en plomb chemisé de laiton de 9,5 g, godet traceur, étui laiton et charge de 2,75 g de poudre BF) pointe de balle noire, joint de sertissage noir et joint d’amorce noir.

- Balle perforante P (balle à bout pointu en plomb chemisé de laiton de 9,4 g, noyau en acier, étui laiton et charge de 2,75 g de poudre BF).

- Balle traçante-perforante TP (balle à bout pointu en plomb chemisé de laiton de 9,4 g, noyau en acier, godet traceur, étui laiton et charge de 2,75 g de poudre BF) pointe de balle verte, joint de sertissage vert et joint d’amorce vert.

- Balle lourde mle 1933 D (balle de 12,4 g pour le tir dans les armes automatiques).

- Balle incendiaire I (balle à bout pointu en plomb chemisé de maillechort de 10,5 g, étui laiton et charge de 2,75 g de poudre BF) pointe de balle bleue, joint de sertissage bleu et joint d’amorce bleu.

- Balle de tir réduit « Balplast » (balle plastique) ou « Cartplast » (cartouche plastique) (étui laiton, balle plastique de couleur orange de 1,5 g et charge de 0,6 g de poudre BS 50 ou 0,70 g de poudre BPa).

- Balle mle 1961 F1 de tir réduit (balle plastique) ou « Cartplast » (cartouche plastique) (étui aluminium, balle plastique de couleur orange de 1,25 g et charge de 0,6 g de poudre BS 50 ou 0,70 g de poudre BPa).

- Balle/56 mle 1937 de tir à blanc (balle à bout rond en carton).

- Balle mle 1958 M et mle F1 de tir à blanc (cartouche en plastique de couleur blanche à charge de 0,6 g de poudre BS 50 ou 0,80 g de poudre BPa).

- Balle mle 1929 C inerte de manipulation.

## Données numériques et balistiques
- Diamètre réel du projectile : 7,5 mm
- Longueur de l'étui : 54 mm
- Masse du projectile ordinaire : 9.00 g.
- Vitesse initiale du projectile ordinaire : 820 m/s
- Énergie initiale du projectile ordinaire : 3 028 joules
- Masse du projectile lourd pour mitrailleuses: 12.35 g.
- Vitesse initiale du projectile lourd pour mitrailleuses: 694 m/s
- Énergie initiale du projectile lourd pour mitrailleuses : 2 996 joules
- Perforation : 12 mm d'acier à 100 m et 3 mm d'acier à 400 m (les 2 tirs avec la balle perforante tirée avec un MAS 36)

## Armes utilisatrices
- Mitrailleuse Darne
- MAC 24/29
- Fusil-mitrailleur modèle 1924/29
- Fusil-mitrailleur de 7,5 mm modèle 1924/1929 D
- Reibel MAC 31/MAC 34
- Jumelage de mitrailleuses Reibel
- MAS 36
- Hotchkiss 1934
- MAS 40
- MAS 44
- MAS 49
- MAS 49/56
- Arme automatique modèle 1952
- FR-F1

## Source
Le site personnel http://armesfrancaises.free.fr Armes française a servi de source à cet article